# Иоаким (Апостолидис)
Митрополи́т Иоаким (греч. Μητροπολίτης Ιωακείμ, в миру Апо́столос Апостоли́дис, греч. Απόστολος Αποστολίδης; 1883, Ортакёй, Вифиния, Османская империя — 2 апреля 1962, Афины, Греция) — епископ Константинопольской и Элладской  православных церквей, митрополит Метрский и Атирский (1914—1923), а затем митрополит Сервийский и Козанский (1923—1926) и (1927—1942/45).
Получил широкую известность и отмечен историографией в годы Второй мировой войны, когда стал членом «Правительства гор» Греции.

## Биография
Апостолос Апостолидис родился в 1883 году в городке Ортакёй в Вифинии. Приходился племянником Константинопольскому Патриарху Иоакиму III.
В конце XIX — начале XX веков город был исключительно христианским (7 тысяч греков и 3 тысячи армян).
Иоаким знал греческий, турецкий, армянский языки, позже изучил французский. Учился в Халкинской богословской школе, после чего продолжил учёбу политическим наукам Париже.
По возвращении был рукоположен во священники, а затем, в 1914 году, за несколько месяцев до начала Первой мировой войны, в епископы, и был избран митрополитом Митрополии Метр и Атира (Μετρών και Αθύρων), что соответствовало в тот период османским Чаталджа и Бююкчекмедже.
Почти сразу же с началом Первой мировой войны начались гонения на его паству. С поражением Османской империи регион, как и почти вся Восточная Фракия (кроме Константинополя), перешёл под контроль Греции.
Межсоюзнические противоречия, а затем неудачный малоазийский поход греческой армии завершились Смирнской резнёй.
Восточная Фракия продолжала оставаться под контролем греческой армии и избежала подобных кровавых событий, но, по настоянию бывших союзников, Греция была вынуждена передать её туркам без боя.
Лозаннский мирный договор июля 1923 года, кроме прочего, предусматривал исход греческого населения из Восточной Фракии. Иоаким, лишённый паствы, был приговорён кемалистским правительством к смерти за свою патриотическую деятельность. Ему удалось бежать в Грецию, где он был назначен митрополитом Сервийским и Козанским.

### Митрополит Сервийский и Козанский
Очень быстро Иоаким вступил в конфликт с местной знатью. Пытаясь облегчить участь беженцев из Малой Азии и Фракии, он превратил здание митрополии в больницу для беженцев.
Тремя годами позже, в апреле 1926 года, он был назначен Вселенским патриархатом митрополитом Австралии. Однако оставался на этом посту всего 2 месяца, подал в отставку и вернулся в Грецию.
15 марта 1927 года при поддержке тогдашнего правительства Греции, вернулся в Сервийскую и Козанскую митрополию.
Иоаким был сторонником предпринятых в 1929 году реформ в просвещении, публиковал статьи в журнале «Общества преподавателей». Его публичная деятельность вызывала реакцию консервативных кругов, которые именовали его «коммунистом».
В августе 1936 года он был сослан диктаторским режимом генерала Метаксаса на Афон, за своё резкое письмо королю и правительству, в котором от имени населения Западной Македонии обвинял их в отсутствии внимания к региону.

### Оккупация и последующие годы

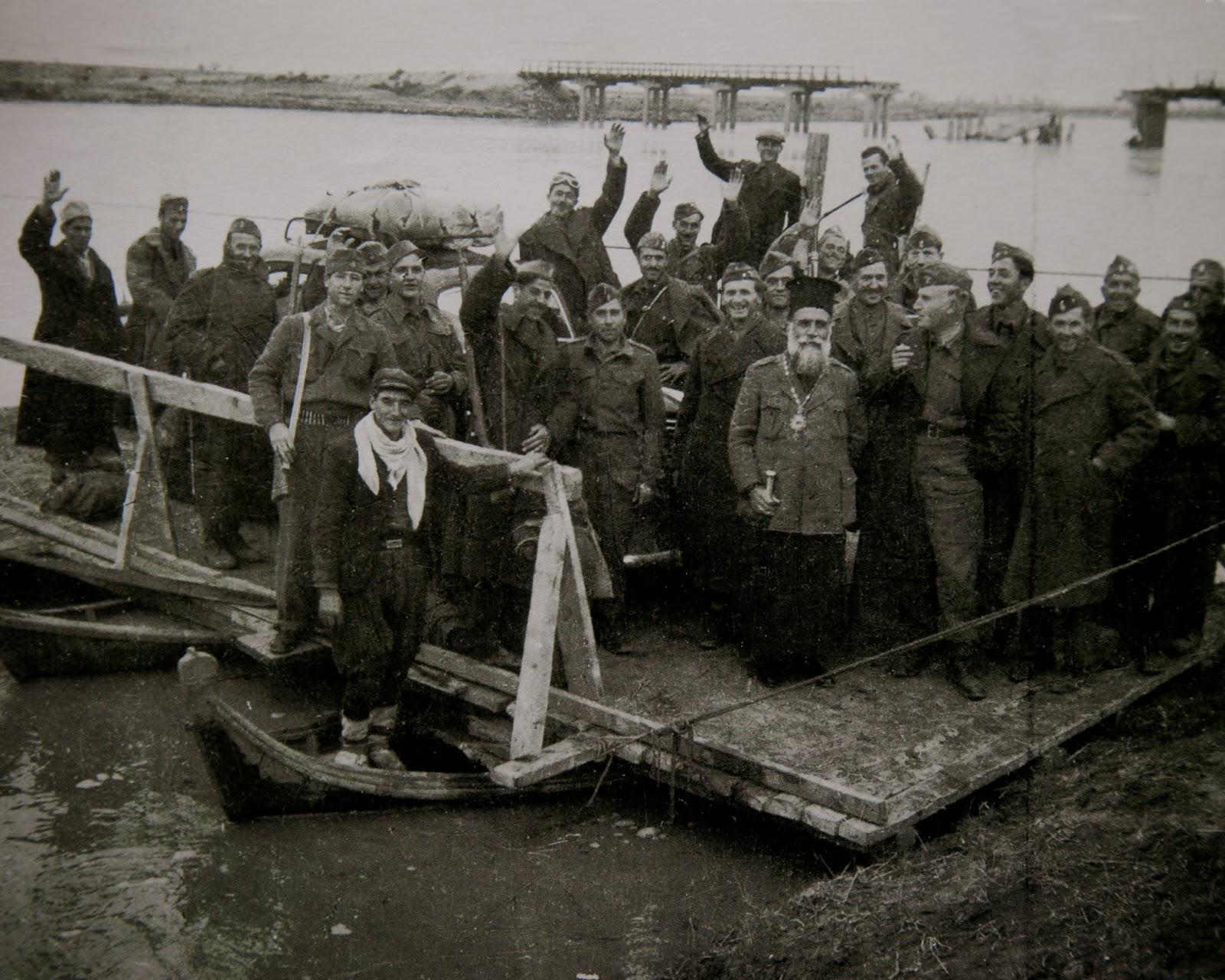
Митрополит Иоаким с партизанами Народно-освободительной армии Греции на переправе, Западная Македония.

В период тройной, германо-итало-болгарской, оккупации Греции, в 1942 году, Иоаким ушёл в горы и примкнул к созданному компартией Греции Национально-освободительному фронту.
Коллаборационистское правительство и контролуемый им Священный Синод в том же году объявили его низложенным.
В мае 1944 года он был избран заместителем председателя Национального совета ΠΕΕΑ (Заместителем премьер-министра, так называемого, правительства гор).
Оставался на этом посту и во время декабрьских событий в Афинах в 1944 году, когда городские отряды Народно-освободительной армии вступили в военные действия против британской армии и её греческих союзников.
В последующие годы, как и многие другие священники принявшие участие в Сопротивлении в рядах
Национально-освободительного фронта, Иоаким был гоним правыми послевоенными правительствами и официальными церковными властями.
В феврале 1945 года послевоенный Священный Синод принял решение низложить Иоакима, аргументируя это тем, что иерарх оставил свою кафедру без разрешения Синода.
Накануне Гражданской войны, митрополиты Иоаким и Антоний (Политис) обратились к премьер-министру Греции Фемистоклису Софулису о необходимости замирения Греции.
Иоаким умер 2 апреля 1962 года в Афинах.
Всё своё недвижимое имущество оставил филантропическим обществам в Козани, Сервиа и Велвендо. Свою богатую библиотеку оставил муниципалитету Козани. Свои церковные одежды оставил храму Святого Николая в Козани.

## Память
В 1985 году архиепископ Афинский Серафим, в качестве запоздалого долга официальной церкви перед иерархом Сопротивления, впервые совершил архиепископскую панихиду по митрополиту Иоакиму в Кафедральном соборе Афин.
В 2000 году, по случаю издания Элладской церковью книги «Память и свидетельства из Оккупации» (Μνήμες και μαρτυρίες από τα χρόνια της Κατοχής), архиепископ Афинский Христодул совершил робкий шаг по «реабилитации» двух митрополитов, членов «Правительства гор» — Иоакима Козанского и Антония Илийского. В силу того, что эта реабилитация была произведена через «прощение» (что означало, что церковь продолжала считать участие иерархов в Сопротивлении грехом), организации ветеранов Сопротивления сочли это фарисейством и отказались принять участие в церковных торжествах.
Кроме этого, архиепископу Христодулу не хватило смелости реабилитировать третьего митрополита, участника «Правительства гор» — митрополита Хиосского Иоакима (Струмбиса), низложенного со своего трона на пародии суда в 1946 году, где протагонистом был регент Греции архиепископ Афинский Дамаскин.
В издании Элладской православной церкви «Память и свидетельства 40-го года и Оккупации. Вклад церкви в 1940—1944» («Μνήμες και μαρτυρίες από το '40 και την Κατοχή. Η προσφορά της Εκκλησίας το 1940—1944». 'Εκδοση της Εκκλησίας της Ελλάδας, επιμέλεια Αγαθάγγελου Χαραμαντίδη) о Иоакиме пишется:

«Его присутствие в национальной и политической жизни было бурным и комментируется разнообразно.
Однако никто не может поставить под сомнение, даже в тех драматических обстоятельствах, в которых Иоаким Козанский жил в те трудные времена, его патриотизм, его воинственность и мужество».

Иоаннис Димопулос, секретарь Козанской митрополии писал:

«Было бы лучше принять, что им двигали патриотизм и проблемы социальной справедливости. Однако никто не может оспаривать его воинственность и мужество, хотя кое-кто характеризует его неблагоразумным».

Независимо от официальной позиции церкви, многие муниципалитеты Греции, в особенности в Западной Македонии, дали имя митрополита Иоакима улицам своих городов